# Praecitrullus
Praecitrullus é um género botânico pertencente à família Cucurbitaceae.

## Espécies
- Praecitrullus fistulosus (Stocks) Pangalo

1. ↑  «Praecitrullus — World Flora Online». www.worldfloraonline.org. Consultado em 19 de agosto de 2020